# Bantelan
Bantelan is een bestuurslaag in het regentschap Sumenep van de provincie Oost-Java, Indonesië. Bantelan telt 2367 inwoners (volkstelling 2010).